# أدب شيشاني

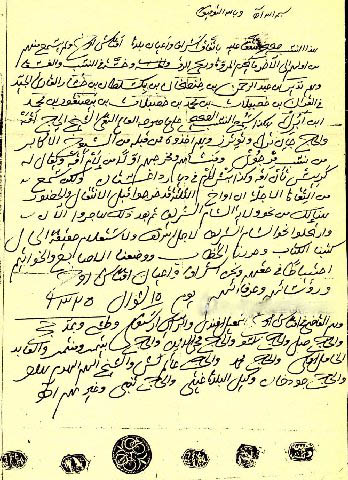
شكل أصلي من العمل الأدبي الشيشاني عام (1907).

الأدب الشيشاني (بالشيشانية: Нохчийн литература)‏ أدب نخشين) يشير إلى الأعمال الأدبية المكتوبة باللغة الشيشانية أو تلك التي كتبها المؤلفون الشيشان بلغات أخرى. وُلِد الأدب الشيشاني من رحم النصوص الدينية المسيحية ولاحقًا الإسلامية، واخترق شمال القوقاز من الخارج، بالإضافة إلى الفولكلور المحلي المتنوع - الفن الشعبي الشفهي والذي تم فيه تكريس الفكر الفلسفي واللغة والصور الفنية ورموز شعوب الناخ لعدة قرون. في بعض الأحيان، جنبا إلى جنب مع أدب الإنغوش، يندمج في مجتمع أدبي واحد، بسبب قرب اللغات وتشابه المصائر التاريخية للشعوب المرتبطة إثنياً - الشيشان والإنغوش.
بدأت الأعمال الأدبية التي تم إنشاؤها من خلال الكتابة الشيشانية في الوجود في 1925-1927، عندما تم تقديمها في البداية بالأبجدية اللاتينية، في وقت لاحق الأبجدية الكريلية.

## الأصول
كانت مصادر الخيال الأدبي في الشيشان هي الفنون الشعبية الشفوية الغنية - ملحمة نارت، والأغاني الشعبية، والتقاليد، والحكايات. تأثر الفولكلور المحلي بالعمليات التاريخية التي مر بها الناخ، وكذلك العلاقات مع التقاليد الفنية القوقازية الأخرى. تشير المصادر الجورجية إلى المراسلات باللغة الجورجية بين شيوخ الناخ والملوك الجورجيين. في وقت لاحق، فيما يتعلق بانتشار دين آخر وهو الإسلام، كان المثقفون المحليون راضين عن التزامهم بثقافة القرون الوسطى العربية بتقاليدها الأدبية الإسلامية الغنية والكتابة العربية. يعود ظهور منطقة الشيشان في الوقت الحاضر للعينات الأولى من الأدب المكتوب باللغة العربية إلى نهاية القرن الخامس عشر.
سجلات العائلة الأصلية لهذا الشعب هي نصوص تاريخية يمكن من خلالها اعتبار تاريخ وعلم الأنساب لعشيرة عائلية معينة (تيب) لفترة طويلة، فضلاً عن أهم الأحداث في حياة التيب والشعب بأكمله، أشكالًا أصلية للأدب الشيشاني. وفقا للمواد الفولكلورية، تم إجراء هذه التسجيلات على الجلود والخشب والحجر.

## ظهور الكتابة
مع انتشار تأثير الإمبراطورية الروسية في منطقة الشيشان، بدأ جزء منها في التركيز على الثقافة الروسية. بحلول فترة تغيير النظام السياسي في روسيا (ثورة 1917)، كانت عملية تشكيل الشيشان المناسبين كشعب منفصل من الناخ الشرقيين. أدت سلسلة من الحروب والمواجهات إلى حقيقة أن ثقافة وطنية عالية بين هؤلاء الأشخاص المميزين كان لابد من خلقها من جديد - خلال هذه الفترة، لم يكن لدى الشيشان لغتهم المكتوبة أو الأدب الرفيع في تلك اللغة. بدأ التطوير المكثف للغة الأدبية المحلية بعد إدخال الأبجدية اللاتينية بين عامي 1925-1927. ساهمت هذه الإصلاحات مع إدخال التعليم الابتدائي الشامل في الاتحاد السوفيتي عام 1930 في النمو السريع للمثقفين الشيشان. في عام 1929، تم افتتاح أول مدرستين تربويتين قامتا بتدريب المعلمين الشيشان في جروزني؛ وفي سبتمبر 1938 افتتحت المدينة معهدها التربوي الخاص به بثلاث كليات: البدنية، والرياضية، والتاريخية والفلسفية. ومع ذلك في ظل القمع الستاليني الهائل فقدت الجمهورية الاشتراكية السوفيتية الشيشانية-الإنغوشية ذاتية الحكم كل طبقتها المتعلمة تقريبًا بحلول عام 1938، وبعد ذلك تراجع التعليم في الشيشان وكذلك الإنغوش خلف كثير من شعوب شمال القوقاز الأخرى.

## الحقبة السوفيتية
يعتبر سعيد بادويف هومؤسس الأدب السوفيتي الشيشاني، حيث ألف أول رواية شيشانية تحت عنوان «الجوع». في أواخر عشرينات وأوائل ثلاثينيات القرن العشرين، كتب العديد من القصص القصيرة والمسرحيات ورواية عن قضية تحرير المرأة - «Petimat - فاطمة». اكتسبت إبداعات الشعراء والكتاب أمثال سعيدبي أرسانوف (صاحب رواية «جيلين») وشمس الدين عيشانوف شعبية واسعة خلال هذه السنوات وكذلك أربي ماماكاييف، وماغومد ماماكاييف، ونور الدين موزييف، وأحمد نزاييف، وخالد أوشايف، وإبراهيم بك سركاييف وغيرهم.
خلال فترة القمع الستاليني، كان هناك ضرر كبير في تطور الأدب الشيشاني - تم رفع العديد من القضايا ضد الكتاب الموهوبين بتهمة مكافحة الثورة، وتم إيقاف نشر الأعمال باللغة الشيشانية أثناء ترحيل الشعب الشيشاني (1944-1957).
بعد عودة الجزء الأكبر من الشيشان من المنفى في فترة الستينيات والثمانينيات، بدأ النثر يهيمن على الأدب الشيشاني، أولاً وقبل كل شيء، الرواية التاريخية «عندما تعرف الصداقة» (أرسانوف)، «مريد الثورة»، «زيلمخان»(م. ماماكاييف)، «جمهورية الحكام الأربعة»(شيما أوكوف)، «الليالي الطويلة»، «البرق في الجبال»(أبو ذر عيدروف)، «سنوات النيران»(أوشاييف). كانت روايات نور الدين موزاييف، وماغومد موساييف، وداداشيف، وأحمدوف، وخماسات ساركاييف وغيرها مكرسة للقضايا المعاصرة، وأصبح شعر ماماكاييف وموزاييف وموتاليبوف وإديلوف وغيرهم ظاهرة بارزة، كما قدم عبد الحميد خامنوف وأوشاييف وموساييف وموزييف وسعيدوف وأحمدوف وياخييف ورسلان خاكيشيف وآخرون إسهامًا كبيرًا في الدراما الشيشانية. في أوائل تسعينيات القرن العشرين، تم نشر ماجوميت سولاييف رواية «الجبال تسمع، لكنها صامتة»، المكرسة للقضية المأساوية لترحيل الشعب الشيشاني.
في أواخر الثمانينات وأوائل التسعينات، ظهر في الأدب الشيشياني جيل جدبد من الشعراء (حسين ستويف وشهيد رشيدوف وسعيد جستال وسليم خان يندرباييف وزياندي بايهادزيف وإيلمان يوسوبوف وأبتي بيسولتانوفشارب تسورو وغيرها) وكتاب (موسى أحمدوف وسعيد خمزات نونوييف وموسى بكسلطانوف وسيد حسن كاتسيف وآخرون).